# Enua Airport
Enua Airport (IATA: AIU, ICAO: NCAT) är en flygplats på ön Atiu i Cooköarna. Det är den andra flygplatsen som har byggts på ön, den första byggdes år 1978.

## Flygbolag och destinationer
| Flygbolag     | Destinationer       |
| ------------- | ------------------- |
| Air Rarotonga | Aitutaki, Rarotonga |